# Bandera de Praga
La bandera de Praga, oficialment bandera de la capital de Praga és un dels símbols de la ciutat de Praga juntament amb l'escut de Praga. Es tracta d'una bandera derivada de l'escut heràldic i està formada per dues bandes horitzontals d'igual amplada, groga la superior i vermella la inferior. Quan es penja en vertical la franja groga ha de quedar al costat esquerre de l'espectador (costat dret en sentit heràldic).

## Districtes i municipalitats
Praga es divideix administrativament en 22 districtes (numerats de l'1 al 22) i al seu torn, aquests 22 districtes es divideixen en 57 municipalitats. Cadascuna d'aquestes té la seva pròpia bandera, amb l'excepció de Praga-Suchdol.

Praga 1
Praga 2
Praga 3
Praga 4
Praga 5
Praga 6
Praga 7
Praga 8
Praga 9
Praga 10
Praga 11
Praga 12
Praga 13
Praga 14
Praga 15
Praga 16
Praga 17
Praga 18
Praga 19
Praga 20
Praga 21
Praga 22
Praga-Běchovice
Praga-Benice
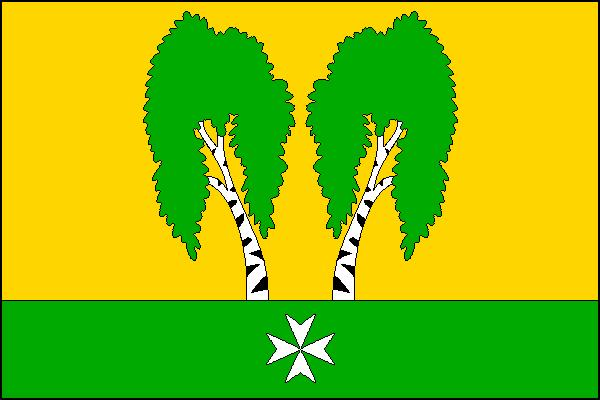
Praga-Březiněves
Praga-Čakovice
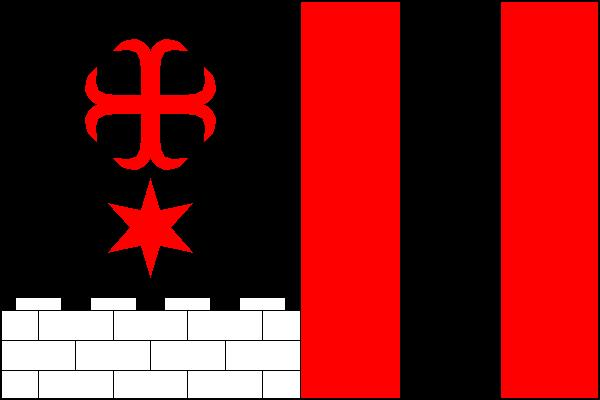
Praga-Ďáblice
Praga-Dolní Chabry
Praga-Dolní Měcholupy
Praga-Dolní Počernice
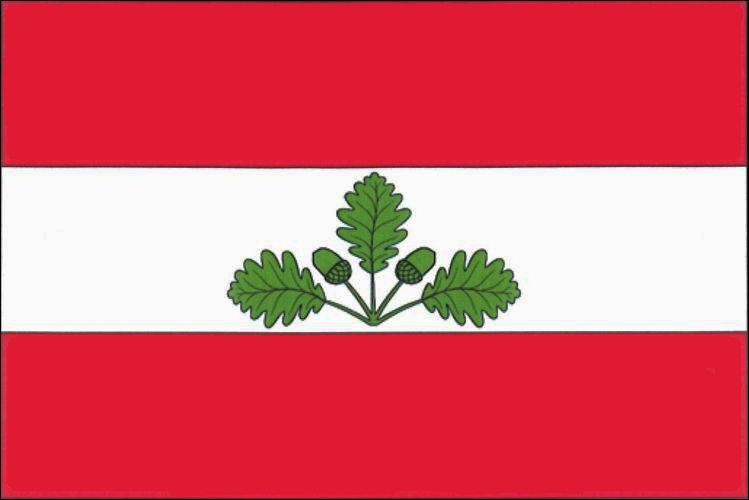
Praga-Dubeč
Praga-Klánovice
Praga-Koloděje
Praga-Kolovraty
Praga-Královice
Praga-Křeslice
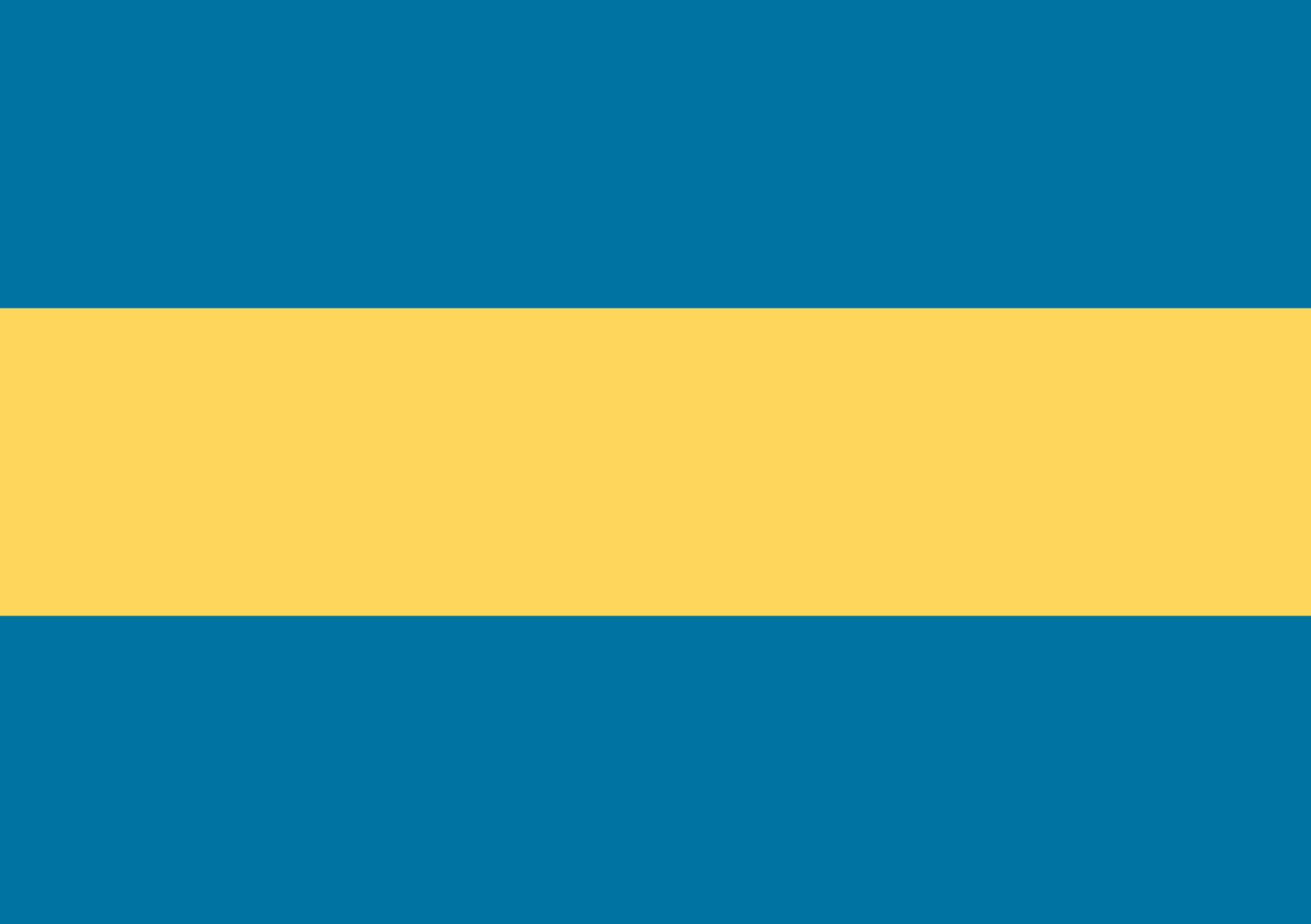
Praga-Kunratice
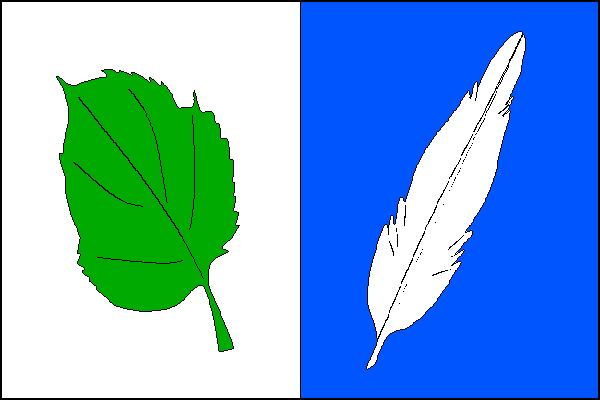
Praga-Libuš
Praga-Lipence
Praga-Lochkov
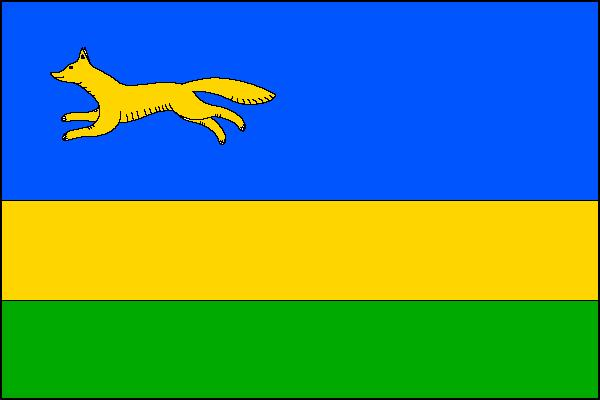
Praga-Lysolaje
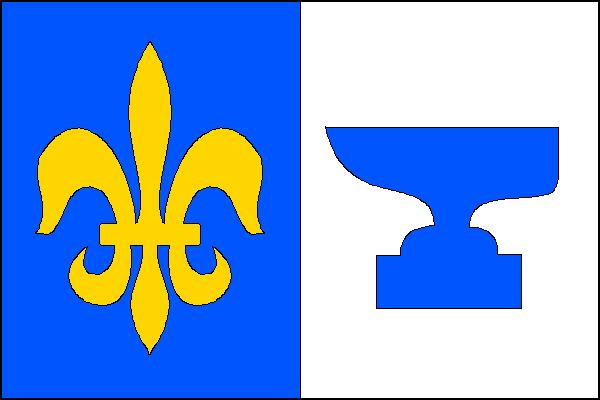
Praga-Nebušice
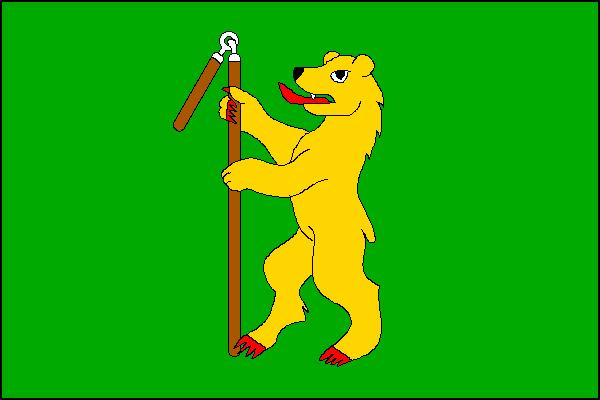
Praga-Nedvězí u Říčan
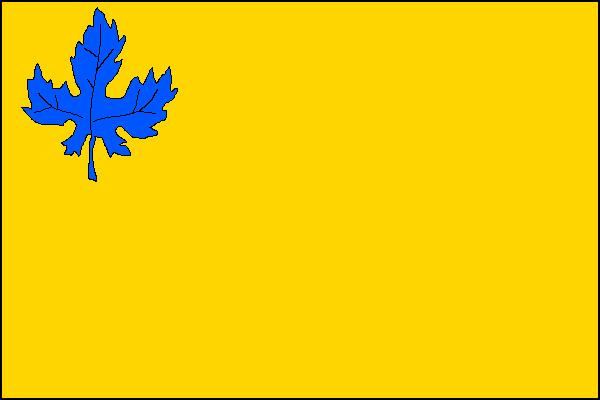
Praga-Petrovice
Praga-Přední Kopanina
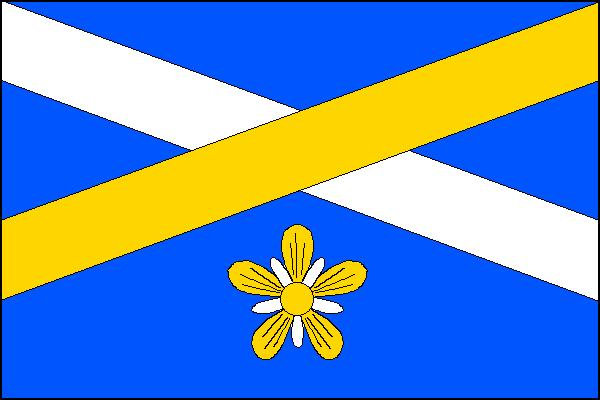
Praga-Řeporyje
Praga-Satalice
Praga-Šeberov
Praga-Slivenec
Praga-Štěrboholy
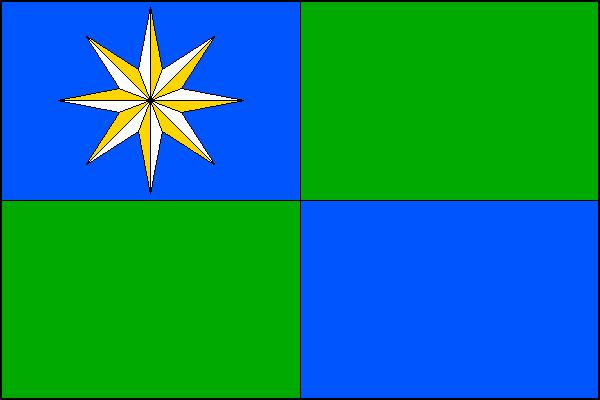
Praga-Troja
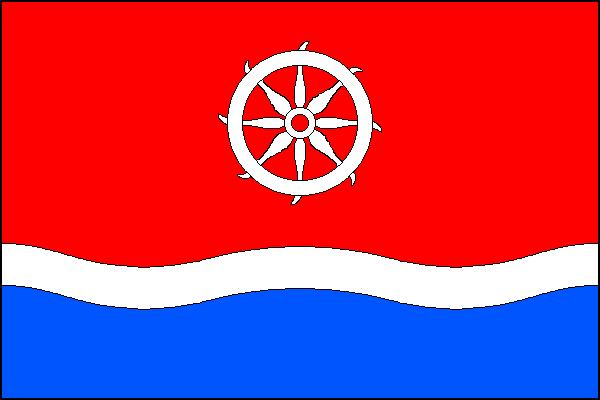
Praga-Újezd u Průhonic
Praga-Velká Chuchle
Praga-Vinoř
Praga-Zbraslav
Praga-Zličín